# مكرر

يقوم مكرر الراديو بإعادة إرسال إشارة الراديو.

في مجال الاتصالات، المكرر (بالإنجليزية: Repeater)‏ هو جهاز إلكتروني الذي يتلقى إشارة ويعيد بثها بعد ذلك. ويستخدم المكررات تمديد الإرسال بحيث أن الإشارة يمكن أن تغطي مسافات أطول أو أن تستلم على الجانب الآخر من غير أي إعاقة.
بعض الأنواع من المكررات تبث إشارة مماثلة، ولكن تغير من طريقة الانتقال، على سبيل المثال، على تردد آخر أو معدل بود. وهناك عدة أنواع مختلفة من المكررات. مكرر الهاتف هو مكبر للصوت في خط الهاتف، ومكرر البصرية هي دائرة ضوئية تعمل على تضخيم شعاع الضوء في كابل الألياف البصرية. ومكرر الراديو هو جهاز استقبال لاسلكي وجهاز إرسال يعمل على إعاده بث إشارة الراديو. تعتبر محطة تقوية البث هي مكرر يستخدم في البث الإذاعي والتلفزيوني.

## نظرة عامة
عندما تمر إشارة المعلومات التي تحمل من خلال قناة الإتصال، وتتدهور تدريجيا بسبب فقدان الطاقة. على سبيل المثال، عندما تمر مكالمة هاتفية من خلال أسلاك خط الهاتف، وبعض الطاقة في التيار الكهربائي الذي تمثل إشارة الصوت تتبدد كحرارة في المقاومة للأسلاك النحاسية. وبسبب بعد الأسلاك، يتم فقدان المزيد من الطاقة، وصغر اتساع إشارة في النهاية البعيدة. لذلك مع السلك الطويل بما فيه الكفاية فإن المكالمة لن تكون مسموعة في الطرف الآخر. وبالمثل، كلما أبتعدت عن المحطة الإذاعية يكون عند المستقبل، ضعف في الإشارة اللاسلكية، وضعف في الاستقبال. المكرر هو جهاز إلكتروني في قناة الاتصال الذي يزيد من قوة الإشارة، ويعيد بثها ذلك، والسماح لها لمواصلة السفر والانتقال. حيث أنها تعمل على تضخيم الإشارة، فإنها تتطلب وجود مصدر للطاقة الكهربائية.
مصطلح «المكرر» نشأ مع الرسالة التلغرافية في القرن ال19، وأشار إلى الأجهزة الكهروميكانيكية (التحويلة) المستخدمة لتجديد إشارات الرسائل التلغرافية. واستمر استخدام هذا المصطلح في الاتصالات الهاتفية ونقل البيانات. في شبكات الكمبيوتر، وذلك لأن المكررات تعمل مع الإشارات المادية الفعلية، وليس محاولة لتفسير البيانات التي يتم إرسالها، إلا أنها تعمل على الطبقة المادية، الطبقة الأولى من نموذج OSI.

## الأنواع
مكرر الهاتف يستخدم لزيادة مدى إشارات الهاتف في خط الهاتف. في معظم الأحيان يتم استخدامها في الخطوط الرئيسية التي تحمل المكالمات. في خط الهاتف التناظري التي تتكون من زوج من الأسلاك، وتتكون من دائرة مكبر للصوت مصنوعة من الترانزستورات التي تستخدم الطاقة من مصدر التيار المستمر لزيادة القوة في التيار المتقطع مع إشارة الصوت الحالية على الخط. بما أن الهاتف هو نظام مزدوج الاتصال (ثنائي الاتجاه)، وزوج من الأسلاك يحمل اثنين من الإشارات الصوتية، واحدة تسير في كل اتجاه. لذا يجب أن تكون المكررات الهاتف ثنائية، تضخيم الإشارة في كلا الاتجاهين دون التسبب في التغذية الراجعة، مما يعقد تصميمها إلى حد كبير. كانت مكررات الهاتف النوع الأول من المكررات وكانت بعض التطبيقات الأولى من أجل التضخيم. تطوير مكررات الهاتف بين عامي 1900 و 1915 جعلت خدمات الهاتف لمسافات طويلة ممكنة. ومع ذلك معظم كابلات الاتصالات هي الآن كابلات الألياف البصرية التي تستخدم المكررات البصرية (أسفل).
- مكررات الكابل للغواصة

هذا هو نوع من مكررات الهاتف المستخدمة في الكابلات البحرية للاتصالات تحت الماء.

## مكررات الاتصالات البحرية
مكررات الاتصالات البحرية تستخدم لزيادة مدى الإشارات في كابل الألياف البصرية. تنتقل المعلومات الرقمية من خلال كابل الألياف البصرية على شكل نبضات قصيرة من الضوء. ويتكون الضوء من جسيمات تسمى الفوتونات، والتي يمكن امتصاصهاأو انتشارها في الألياف الضوئية. مكرر الاتصالات البصرية يتكون عادة من الترانزستور الضوئي الذي يحول نبضات الضوء الي إشارة كهربائية، ويعمل مكبر الصوت علي زيادة قوة الإشارة، المرشح الإلكتروني الذي يعيد تشكيل الذبذبات، والليزر يحول الإشارات الكهربائية إلى ضوء مرة أخرى ويرسل ذلك من خلال الألياف الأخرى. ومع ذلك، وحاليا تُطَوَّر مكبرات الصوت البصرية من أجل المستقبلات لتضخيم الضوء نفسه من دون الحاجة إلى تحويلها إلى إشارة كهربائية مبدأيا. بعض المستقبلات التي تعمل بالطاقة عن طريق إرسال الطاقة الضوئية عن طريق الألياف مع الإشارة.

## مكرر الراديو
يستخدم مكرر الراديو لتوسيع نطاق تغطية إشارات الراديو. وعادة ما يتألف مكرر الراديو من جهاز استقبال لاسلكي متصل بجهاز إرسال لاسلكي. يتم تضخيم الإشارة المستملة وإعادة إرسالها، في كثير من الأحيان على تردد آخر، لتوفير التغطية وراء العرقلة. الاستخدام على الوجهين يمكن أن يسمح للمكرر لاستخدام هوائي واحد لكل من الإرسال والاستقبال في نفس الوقت.
- محطة التقوية الإذاعية، إعاده البث أو المترجم: هذا هو المكرر الذي يستخدم لتوسيع نطاق تغطية محطة البث الإذاعي أو التلفزيوني. وهو يتألف من جهاز إرسال إذاعي ثانوي أو تلفزيوني ثانوي. تأتي الإشارة من جهاز الإرسال الرئيسي في كثير من الأحيان عبر خطوط الهاتف المؤجرة أو الميكروويف المرحل.
- الميكروويف المرحل: هذا هو رابط الاتصالات المتخصص من نقطة إلى نقطة، وتتألف من جهاز استقبال الموجات الدقيقة (الميكروويف) التي تتلقى المعلومات عبر شعاع من الموجات الدقيقة من محطة ترحيل آخرى في المسافة خط البصر، وجهاز إرسال الميكروويف الذي يمرر المعلومات إلى المحطة التالية على شعاع آخر من الميكروويف. شبكات المحطات لتقوية الميكروويف تنقل المكالمات الهاتفية، والبرامج التلفزيونية، وبيانات الكمبيوتر من مدينة إلى أخرى في مناطق على مستوى القارة.
- المكرر السلبي أو الخامل: هذا هو الميكروويف المرحل الذي يتكون ببساطة من سطح معدني مسطح ليعكس شعاع الميكروويف في اتجاه آخر. يتم استخدامه للحصول على إشارات تتابع الميكروويف فوق التلال والجبال عندما لا يكون ضروريا تضخيم الإشارة.
- مكرر الخلوية: هذا هو مكرر الراديو لزيادة استقبال الهاتف الخليوي في منطقة محدودة. وظائف الجهاز مثل محطة القاعدة الخلوية الصغيرة، باستخدام الهوائيات لاستقبال الإشارة من أقرب برج هواتف خلوية، مكبر للصوت، والهوائي المحلي لإعادة بث الإشارة إلى الهواتف المحمولة المجاورة. وغالبا ما يستعمل في مباني المكاتب في وسط المدينة.
- ديجيباتير: نقطة المكرر في شبكة حزمة الراديو. ينفذ مخزن دالة إلى الامام، ويمر على حزم من المعلومات من نقطة إلى أخرى.

## معالجة البيانات
و يمكن تقسيم المستقبلات إلى نوعين تبعا لنوع البيانات التي تتعامل بها:
المكرر التناظري
يستخدم هذا النوع في القنوات التي تنقل البيانات في شكل إشارة تناظرية التي تعمل على تناسب الجهد أو التيار مع اتساع الإشارة، كما هو الحال في الإشارة الصوتية. كما أنها تستخدم في مركز الاتصالات الرئيسي التي تنقل إشارات متعددة باستخدام مضاعفة تقسيم التردد (FDM). وتتكون المستقبلات التناظرية من مكبر خطي للصوت، ويمكن أن تشمل المرشحات الإلكترونية للتعويض عن التردد ومرحلة التشويه في الخط.
المكرر الرقمي
يتم استخدام ديجيباتير في القنوات التي تنقل البيانات بواسطة الإشارات الرقمية الثنائية، حيث كانت البيانات في شكل نبضات مع اثنين فقط من القيم الممكنة، وتمثل الأرقام الثنائية 1 و 0. المكرر الرقمي يعمل على تضخيم الإشارة، وأنها أيضا تعمل على إعاده الوقت، المزامنة، وإعادة تشكيل النبضات. المكرر الذي يؤدي وظائف إعاده الوقت أو إعادة المزامنة قد يسمى المجدد (الذي يعيد التوليد).
المكرر التليفوني
قبل اختراع مكبرات الصوت الإلكترونية، دمجت الميكانيكيه مع الميكروفونات الكربون مثل مكبرات الصوت في مستقبلات الهاتف. بعد مطلع القرن وجد أن المقاومة السلبية لمصابيح الزئبق يمكن أن تضخم، وكانت تستخدم. جعل اختراع المستقبلات حوالي عام 1916 أنبوب اوديون الهاتفية العملية العابرة للقارات. في الفراغ عام 1930 أصبحت أنبوب المستقبلات باستخدام الفائف المختلطة شائعة، والسماح للاستخدام أسلاك أرق. في عام 1950 كانت أجهزة المعاوقة الكهربائيه أكثر شعبية، ونسخة الترانزستور تسمى مكرر ال E6 هذا النوع الرئيسي النهائي المستخدمة في نظام بيل قبل انخفاض تكلفة البث الرقمي حيث جعل كل المستقبلات نطاق الصوت عفا عليها الزمن. كانت تردد مستقبلات فروجي شائعة في أنظمة مضاعفة تقسيم التردد من منتصف إلى أواخر القرن العشرين.

## روابط خارجية
- المجلة التقنية لنظام بيل Repeaters and Equalizers for the SD Submarine Cable System
- Amateur Radio Repeaters in India
- Amateur Radio Repeaters in Europe